# Björn Bobach
Björn Bobach (* 31. August 1973 in Solingen) ist ein deutscher Coach, Software-Trainer und Blogger; bis 2008 war er als professioneller Opernsänger (Tenor) tätig.

## Leben
Björn Bobach erhielt seine Gesangsausbildung 1995–1998 an der Robert Schumann Hochschule in Düsseldorf. Zu seinen Lehrern gehörte u. a. Edith Wiens. 1998 war er Stipendiat des Richard-Wagner-Verbandes Düsseldorf. Anschließend studierte er 1998–2001 Gesang/Musiktheater, Oratorium- und Liedgesang, Bewegungstraining und Sprecherziehung an der Hochschule der Künste in Berlin. Hier war u. a. der Tenor Peter Maus sein Gesangslehrer. Sein Gesangsdiplom machte er ebenfalls an der Hochschule der Künste. Außerdem besuchte er während des Studiums Meisterkurse bei Richard Miller, Anna Reynolds und Jean Cox. Er war weiters Stipendiat der Académie musicale de Villecroze.
Im Oktober 2000 trat er im Saalbau Neukölln in einer Produktion der Oper Die Kluge mit dem Sinfonie Orchester Schöneberg als Mann mit dem Esel auf. Während des Studiums gastierte Björn Bobach bereits an der Oper Köln und wurde daraufhin in das Internationale Opernstudio der Oper Köln engagiert, dem er 2001–2003 angehörte. Er sang bei mehreren Produktionen im Großen Haus der Oper Köln (u. a. 2002 als Haushofmeister der Marschallin in Strauss’ Der Rosenkavalier an der Seite von Soile Isokoski) und auch in Aufführungen der Kölner Kinderoper.
Nach seiner Kölner Zeit wurde er festes Ensemblemitglied am Landestheater Coburg, an dem er 2004–2008 engagiert war. Dort trat Bobach mit Rollen aus dem Fachbereich des Spieltenors, des Tenorbuffos und als Musicaldarsteller auf. Am Landestheater Coburg wurde er hauptsächlich in der Operette und im Musical eingesetzt, sang dort aber auch einige Opernpartien. Zu den Rollen während seines Coburger Engagements gehörten u. a. Dancairo in Carmen, Jan Janicki/Herzog Adam in Der Bettelstudent, Der Fremde in Der Vetter aus Dingsda , Stefan in Glückliche Reise (2008), Freddy Eynsford-Hill in My Fair Lady, die Vogelscheuche in dem Musical Der Zauberer von Oz und Simon in Jesus Christ Superstar. Von Januar bis Juli 2005 sang er am Landestheater Coburg die Hauptrolle des Seymour in dem Musical Der kleine Horrorladen.
Gastengagements hatte er am Staatstheater Meiningen und am Opernhaus Chemnitz. 1998 wirkte er mit dem RIAS-Jugendorchester unter der musikalischen Leitung von Hermann Bäumer in einer Rundfunkaufnahme von Paul Hindemiths „Opern-Triptychon“ mit drei Einaktern mit, die im Deutschlandradio ausgestrahlt wurde. Neben seiner Bühnentätigkeit trat Bobach auch als Konzertsänger auf. Zu seinem Konzertrepertoire gehören Werke von Bach, Haydn, W. A. Mozart und Felix Mendelssohn Bartholdy. 2008 beendete Bobach seine hauptberufliche Sängerkarriere, trat aber noch gelegentlich als Konzertsänger auf. Im Dezember 2012 sang er die Tenor-Partie in der Orgelsolo-Messe (KV 239) von Wolfgang Amadeus Mozart in der St. Martin-Kirche in Langenfeld-Richrath.
Seit 2008 ist Björn Bobach als Unternehmer tätig. Ab Oktober 2013 war er für Apple bei der Apple Retail Germany B.V. & Co. KG tätig. Er hat das Buch Mac OS X Panther konfigurieren und administrieren, erschienen im O’Reilly Verlag, ins Deutsche übertragen. Seit 2016 ist er als Coach und Trainer tätig. Seit 2020 bildet er sich im Bereich Coaching weiter.

## Einzelbelege
1. 1 2 3 4 5 6 7  Björn Bobach. Vita. Offizielle Internetpräsenz der Elisabeth und Bernhard Weik-Stiftung (mit Konzertkalender). Abgerufen am 9. Juli 2016
2. 1 2 3 4  Björn Bobach Profil bei XING. Abgerufen am 9. Juli 2016
3. ↑  Unsere Chronik (Memento des Originals vom 15. September 2016 im Internet Archive)  Info: Der Archivlink wurde automatisch eingesetzt und noch nicht geprüft. Bitte prüfe Original- und Archivlink gemäß Anleitung und entferne dann diesen Hinweis. Offizielle Internetpräsenz des Richard-Wagner-Verbandes Düsseldorf. Abgerufen am 9. Juli 2016
4. ↑  Carl Orff: Die Kluge (Memento des Originals vom 9. Juli 2016 im Internet Archive)  Info: Der Archivlink wurde automatisch eingesetzt und noch nicht geprüft. Bitte prüfe Original- und Archivlink gemäß Anleitung und entferne dann diesen Hinweis. Konzertchronik des Sinfonie Orchesters Schöneberg. Abgerufen am 9. Juli 2016
5. 1 2 3 4 5  Björn Bobach (Seite nicht mehr abrufbar, festgestellt im April 2018. Suche in Webarchiven)  Info: Der Link wurde automatisch als defekt markiert. Bitte prüfe den Link gemäß Anleitung und entferne dann diesen Hinweis. Profil bei LinkedIn. Abgerufen am 9. Juli 2016
6. ↑  Satire: Der kleine Horrorladen. Es ist Essenszeit... Produktionsdetail/Besetzung bei Musicalzentrale.de. Abgerufen am 9. Juli 2016
7. ↑  KV 259 St. Martin Langenfeld Offizielle Internetpräsenz der Elisabeth und Bernhard Weik-Stiftung (mit Konzertkalender). Abgerufen am 9. Juli 2016

| Personendaten    | Personendaten                 |
| ---------------- | ----------------------------- |
| NAME             | Bobach, Björn                 |
| KURZBESCHREIBUNG | deutscher Opernsänger (Tenor) |
| GEBURTSDATUM     | 31. August 1973               |
| GEBURTSORT       | Solingen                      |